# コンスタンチン・パンタツ

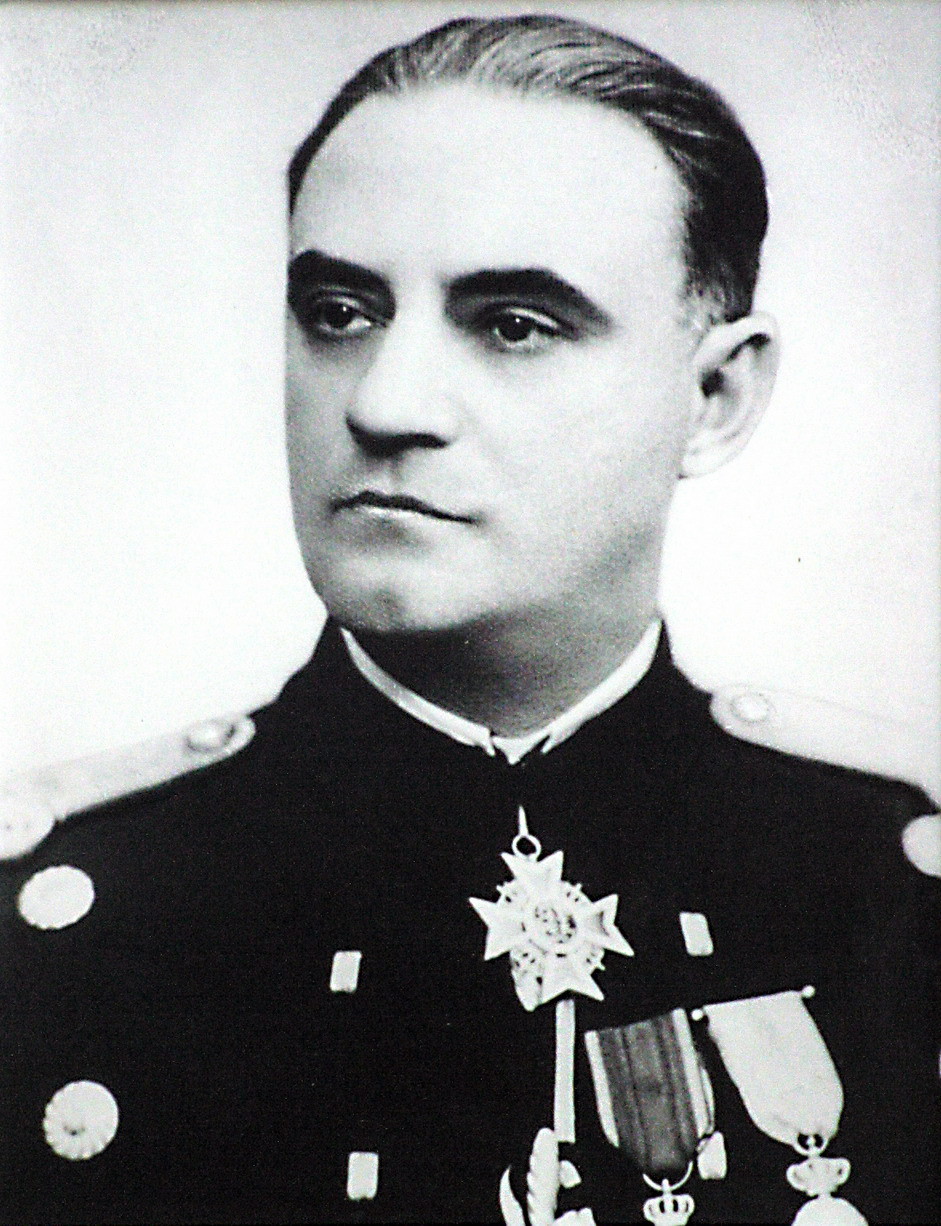
コンスタンチン・パンタツ

コンスタンチン・パンタツ（Constantin Pantazi；1888年 - 1958年）は、ルーマニアの軍人。中将。

## 概要
カララシ出身。第一次世界大戦に騎兵として従軍。イオン・アントネスクの側近の1人。1940年9月、国防省陸軍長官に任命される。1942年1月21日、アントネスクは国防相を辞任し、パンタツが国防相に任命された。パンタツは、ルーマニア軍の補給、動員充足問題に従事した。
1944年8月23日の政変時にアントネスクと共に逮捕され、ソ連に移送された。
1946年、ルーマニアに送還され、死刑を言い渡されるが、後に終身刑に減刑。獄死。